# Aleksei Fiódorov (escaquista)
Aleksei Dmítrievitx Fiódorov (en rus: Алексей Фёдоров; en belarús: Аляксей Фёдараў/Aljaxej Fjodarau); nascut el 27 de setembre de 1972), és un jugador d'escacs belarús, que té el títol de Gran Mestre. Fins al 1992 va jugar sota bandera soviètica, després breument representant Rússia, i des de 1993, la Federació belarussa.
A la llista d'Elo de la FIDE del gener de 2022, hi tenia un Elo de 2552 punts, cosa que en feia el jugador número 2 (en actiu) de Belarús. El seu màxim Elo va ser de 2684 punts, a la llista de gener de 2000 (posició 15 al rànquing mundial).
|  |

## Resultats destacats en competició
Fiódorov va esdevenir Mestre Internacional el 1992, i GM el 1996. Ha guanyat en cinc ocasions el Campionat de Belarús, els anys 1993, 1995, 2005, 2008 i 2017. És considerat un especialista en el gambit de rei i la variant del drac de la defensa siciliana.
Participà en el Campionat del món de la FIDE de 1999 a Las Vegas, on fou eliminat a la quarta ronda per Serguei Movsesian. L'any següent, participà en el Campionat del món de la FIDE de 2000 a Nova Delhi i Teheran, però fou eliminat en primera ronda, idèntic resultat que obtingué al Campionat del món de la FIDE de 2002, quan fou eliminat per Aixot Anastassian.
El 2001 participà en el prestigiós Torneig Corus, en una edició en què hi havia nou dels deu millors jugadors del món del moment, i hi acabà empatat al desè lloc (el guanyador fou Garri Kaspàrov) El 2003 empatà al primer lloc a l'Aeroflot Open, tot i que fou finalment tercer en els desempats.
A finals de 2005, va participar en la Copa del món de 2005 a Khanti-Mansisk, un torneig classificatori per al cicle del Campionat del món de 2007, on va tenir una mala actuació, i fou eliminat en primera ronda per Ivan Txeparínov.
El 2006, fou primer al 4t Parsvnath International Open Chess Tournament (amb 9 punts de 10, el segon fou Pavel Kotsur).

### Participació en competicions per equips
Ha participat en set Olimpíades d'escacs, amb una puntuació del 54,3% (+22 =32 -16).

## Partides notables
Aleksandr Morozévitx (2595) – Aleksei Fiódorov (2580) (B76), Krasnodar, 1997 
1.e4 c5 2.Cf3 d6 3.d4 cxd4 4.Cxd4 Cf6 5.Cc3 g6 6.Ae3 Ag7 7.f3 0-0 8.Dd2 Cc6 9.0-0-0 Ad7 10.g4 Tc8 11.h4 Ce5 12.h5 Da5 13.Cb3 Dc7 14.Ae2 b5 15.hxg6 fxg6 16.Rb1 b4 17.Cd5 Cxd5 18.Dxd5+ e6 19.Dd2 Cxf3 20.Cxf3 Txf3 21.Ah6 Axh6 22.Txh6 Ac6 23.Dxb4 Tf4 24.Ra1 Axe4 25.c3 e5 26.Da3 Tcf8 27.Cd2 Ac2 0-1
Aleksei Fiódorov (2580) – Zigurds Lanka (2575) (B89), Pula, 1997 
1.e4 c5 2.Cf3 Cc6 3.d4 cxd4 4.Cxd4 Cf6 5.Cc3 d6 6.Ac4 e6 7.Ae3 Ae7 8.De2 a6 9.0-0-0 Dc7 10.Ab3 0-0 11.Thg1 Cd7 12.g4 Cc5 13.Cf5 b5 14.Ad5 Ab7 15.g5 Tfc8 16.Tg3 Ce5 17.Th3 Cg6 18.Dh5 Cf8 19.Cxg7 Axd5 20.Dh6 e5 21.Ch5 Cce6 22.exd5 b4 23.dxe6 Cxe6 24.Cf6+ Axf6 25.gxf6 1-0